# Eudemão (cônsul)
Eudemão (em latim: Eudaemon; em grego: Ευδαιμων; romaniz.: Eudaimon) foi um oficial bizantino do século VI, ativo durante o reinado de Justiniano (r. 527–565).

## Vida

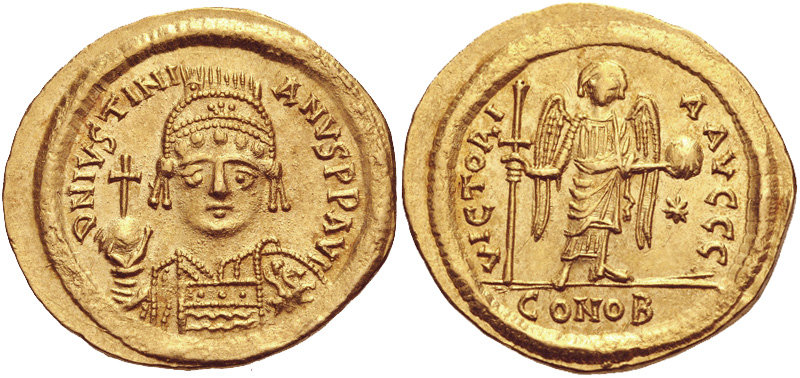
Soldo de Justiniano r.

Provável nativo do Egito, era tio de João Laxário. Da classe homem ilustre, quando esteve em 542 em Constantinopla foi nomeado cônsul honorário e talvez curador ou procurador da casa divina (curator/procurator divinae domus). Em cerca de 542, recebeu uma confirmação por escrito de Justiniano a respeito da nomeação de seu sobrinho como duque e augustal em Alexandria. Quando seu sobrinho faleceu tempos depois, pressionou a convocação de Libério para Constantinopla. Eudemão morreu pouco depois destes eventos. Dono de grande fortuna adquirida durante o seu mandato, por não deixar nenhum testamento ou outra indicação a respeito de herdeiros legais, suas propriedades e fortuna foram transmitidas ao imperador.